# Přemek Forejt
Přemek Forejt, vlastním jménem Přemysl Forejt (* 16. dubna 1987 Brno) je český šéfkuchař olomoucké restaurace Entrée, gastronom a porotce v pořadu MasterChef Česko na televizi Nova.
V roce 2021 nazpíval písničku Stella se skupinou Nebe. V roce 2022 ve spolupráci s McDonald's a Burianem nazpíval píseň MC 'n' Roll.

## Osobní život
Jako malý chtěl být hercem. Kvůli roztěkanosti nastoupil do odborného učiliště na obor kuchař. Vaření ho ze začátku nebavilo. Po vyučení mu rodiče domluvili práci v restauraci U Kastelána v Brně. Odtud se rozhodl odjet do zahraničí, kde se učil od nejlepších kuchařů. Zkušenosti sbíral v Anglii v michelinských podnicích. Po návratu pracoval v brněnské restauraci Koishi a v roce 2015 se stal šéfkuchařem olomoucké restaurace Entrée.
Se svou partnerkou, Evou Burešovou oznámili 3. dubna 2022, že čekají prvního společného potomka. 15. srpna 2022 se jim narodil syn Tristan William Forejt. Přemek má z prvního manželství dceru Stellu.

## Vzdělání
- SŠ Charbulova Brno, obor Kuchař

## Praxe
- 2008–2009 restaurace U Kastelána, Brno
- 2009–2012 restaurace L’Autre Pied, Anglie
- 2012–2015 sushi restaurace Koishi Brno
- od listopadu 2015 restaurace Entrée Olomouc, šéfkuchař[8]

## Ocenění
- 2016 – umístění ve Forbes výběru 30 pod 30[10]
- 2016 – Objev roku v soutěži Zlatý kuchař[11]
- 2017 – Maurerův výběr Grand Restaurant: nejlepší česká restaurace roku 2017
- 2019 – Zlatý kuchař[12]

## Televize
- MasterChef Česko (premiéra: III série: 2019)
- Souboj na talíři[13]
- Tvoje tvář má známý hlas
- Slunečná (160. díl)
- Ledničko, vyprávěj!

## Citáty
| „           | Kuchař nemusí mít školu, ale potřebuje talent a chtíč. | “ |
| — P. Forejt |                                                        |   |

| „           | Co se dá připravit na slano, určitě se dá připravit i na sladko. A naopak. | “ |
| — P. Forejt |                                                                            |   |